# Сербиновцы
Сербиновцы (укр. Сербинівці) — село на Украине, находится в Жмеринском районе Винницкой области.
Код КОАТУУ — 0521085403. Население по переписи 2001 года составляет 1193 человека. Почтовый индекс — 23122. Телефонный код — 4332.
Занимает площадь 2,432 км².
В селе действует храм Архистратига Божьего Михаила Жмеринского благочиния Винницкой епархии Украинской православной церкви.

## Адрес местного совета
23122, Винницкая область, Жмеринский р-н, с. Сербиновцы, ул. Ленина